# أبرشية لوغو
أبرشية لوغو (بالإسبانية: Diócesis de Lugo)‏ هي أحد مقرات الكنيسة الكاثوليكية المساعدة لأبرشية سانتياغو دي كومبوستيلا. وفي 2004، عُدت بعدد 296.389 من الذين عُمدوا من أصل 296.961 نسمة.